# UCI Asia Tour 2022
L'UCI Asia Tour 2022 è la diciottesima edizione dell'UCI Asia Tour, uno dei cinque circuiti continentali di ciclismo dell'Unione Ciclistica Internazionale, composto da corse che si disputano nel continente asiatico.

## Squadre partecipanti
La partecipazione delle squadre alle diverse gare dipende dalla categoria dell'evento. Ad esempio le squadre UCI World Tour possono partecipare esclusivamente a corse di categoria .1 e il loro numero è limitato.
| Categoria | Categoria            | Squadre                                                                                |
| --------- | -------------------- | -------------------------------------------------------------------------------------- |
| .1        | 1.1 (Corse in linea) | * UCI World Tour (max 50%) * UCI ProTeam * UCI Continental Team * Squadre nazionali    |
| .1        | 2.1 (Corse a tappe)  | * UCI World Tour (max 50%) * UCI ProTeam * UCI Continental Team * Squadre nazionali    |
| .2        | 1.2 (Corse in linea) | * UCI ProTeam * UCI Continental Team * Squadre nazionali * Squadre regionali e di club |
| .2        | 2.2 (Corse a tappe)  | * UCI ProTeam * UCI Continental Team * Squadre nazionali * Squadre regionali e di club |

## Calendario

### Dicembre 2021
| Data | Prova                   | Cat. | Vincitore             | Squadra                 |
| ---- | ----------------------- | ---- | --------------------- | ----------------------- |
| 1-6  | Tour of Thailand (2021) | 2.1  | Jambaljamts Sainbayar | Terengganu Cycling Team |

### Gennaio
| Data          | Prova                  | Cat. | Vincitore  | Squadra                     |
| ------------- | ---------------------- | ---- | ---------- | --------------------------- |
| 28-1 Febbraio | Tour of Sharjah (2022) | 2.2  | Grega Bole | Shabab Al Ahli Cycling Team |

### Febbraio
| Data | Prova             | Cat. | Vincitore      | Squadra      |
| ---- | ----------------- | ---- | -------------- | ------------ |
| 1-5  | Saudi Tour (2022) | 2.1  | Maxim Van Gils | Lotto Soudal |

### Aprile
| Data | Prova                   | Cat. | Vincitore     | Squadra                   |
| ---- | ----------------------- | ---- | ------------- | ------------------------- |
| 1-5  | Tour of Thailand (2022) | 2.1  | Alan Banaszek | HRE Mazowsze Serce Polski |

### Maggio
| Data  | Prova                 | Cat. | Vincitore    | Squadra   |
| ----- | --------------------- | ---- | ------------ | --------- |
| 19-22 | Tour of Japan (2022)  | 2.2  | Nathan Earle | Team Ukyo |
| 27-29 | Tour de Kumano (2022) | 2.2  | Nathan Earle | Team Ukyo |

### Luglio
| Data        | Prova                       | Cat. | Vincitore   | Squadra                                           |
| ----------- | --------------------------- | ---- | ----------- | ------------------------------------------------- |
| 27-3 Agosto | Tour of Qinghai Lake (2022) | 2.2  | Jiankun Liu | Pingtan International Tourism Island Cycling Team |

### Settembre
| Data         | Prova                             | Cat. | Vincitore       | Squadra                             |
| ------------ | --------------------------------- | ---- | --------------- | ----------------------------------- |
| 9-11         | Tour de Hokkaido (2022)           | 2.2  | Yusuke Kadota   | EF Education-Nippo Development Team |
| 29-3 Ottobre | Tour of Iran (Azerbaigian) (2022) | 2.1  | Gianni Marchand | Tarteletto-Isorex                   |

### Ottobre
| Data | Prova                            | Cat. | Vincitore       | Squadra   |
| ---- | -------------------------------- | ---- | --------------- | --------- |
| 2    | Oita Urban Classic (2022)        | 1.2  | Ryuki Uga       | Team Ukyo |
| 2-6  | Tour de Taiwan (2022)            | 2.1  | Benjamin Dyball | Team Ukyo |
| 4-8  | International Syrian Tour (2022) | 2.2  | Hamza Amari     | Algeria   |

## Classifiche

### Classifica individuale
La classifica è composta da tutti i corridori del continente che abbiano ottenuto punti nell'UCI World Ranking.
| Pos. | Corridore               | Squadra    | Punti  |
| ---- | ----------------------- | ---------- | ------ |
| 1    | Aleksej Lucenko         | Astana     | 490    |
| 2    | Jambaljamts Sainbayar   | Terengganu | 458,75 |
| 3    | Igor Chzhan             | Almaty     | 385,5  |
| 4    | Yevgeniy Fedorov        | Astana     | 317,5  |
| 5    | Nariyuki Masuda         | Utsunomiya | 312    |
| 6    | Andrey Zeits            | Astana     | 289    |
| 7    | Yevgeniy Gidich         | Astana     | 192,5  |
| 8    | Gleb Brussenskiy        | Astana     | 191    |
| 9    | Bilguunjargal Erdenebat | Ferei      | 173,75 |
| 10   | Yukiya Arashiro         | Bahrain    | 165    |

### Classifica a squadre
La classifica viene calcolata sommando i punti della classifica individuale dei migliori 8 ciclisti per squadra.
| Pos. | Squadra                                 | Punti   |
| ---- | --------------------------------------- | ------- |
| 1    | Terengganu Polygon Cycling Team         | 1380,75 |
| 2    | Team Ukyo                               | 836     |
| 3    | Almaty Cycling Team                     | 683,5   |
| 4    | Tashkent City Professional Cycling Team | 560     |
| 5    | Kinan Racing Team                       | 495     |
| 6    | Ferei Mongolia Development Team         | 462,5   |
| 7    | Azad University Team                    | 444     |
| 8    | Astana Qazaqstan Development Team       | 426     |
| 9    | Utsunomiya Blitzen                      | 376     |
| 10   | Thailand Continental Cycling Team       | 344     |

### Classifica per nazioni
La classifica viene calcolata sommando i punti dei migliori 8 ciclisti per nazione.
| Pos. | Nazione             | Punti   |
| ---- | ------------------- | ------- |
| 1    | Kazakistan          | 2144,5  |
| 2    | Mongolia            | 1016,25 |
| 3    | Giappone            | 974     |
| 4    | Uzbekistan          | 541     |
| 5    | Thailandia          | 539     |
| 6    | Iran                | 519     |
| 7    | Indonesia           | 373,5   |
| 8    | Emirati Arabi Uniti | 361     |
| 9    | Malaysia            | 329     |
| 10   | Filippine           | 324     |

### Classifica per nazioni U23
La classifica viene calcolata sommando i punti dei migliori 8 ciclisti per nazione della categoria U23.
| Pos. | Nazione             | Punti |
| ---- | ------------------- | ----- |
| 1    | Kazakistan          | 893,5 |
| 2    | Uzbekistan          | 347,5 |
| 3    | Mongolia            | 213   |
| 4    | Indonesia           | 189   |
| 5    | Hong Kong           | 187   |
| 6    | Filippine           | 183   |
| 7    | Malaysia            | 173   |
| 8    | Emirati Arabi Uniti | 171   |
| 9    | Giappone            | 167   |
| 10   | Bahrein             | 155   |